# Payerbach
Payerbach è un comune austriaco di 2 056 abitanti nel distretto di Neunkirchen, in Bassa Austria; ha lo status di comune mercato (Marktgemeinde). È stato istituito il 25 giugno 1908 scorporandolo dal comune di Reichenau an der Rax.